# Euchrysops subpallida
Euchrysops subpallida is een vlinder uit de familie van de Lycaenidae. De wetenschappelijke naam van de soort is voor het eerst geldig gepubliceerd in 1922 door Bethune-Baker.